# آرثر دريوري
آرثر دريوري (بالإنجليزية: Arthur Drewry)‏، من مواليد 3 مارس 1891 وتوفي في 25 مارس 1961، وقد كان رئيسا للاتحاد الدولي لكرة القدم بين عامي 1955 و1961، وقد تم التصويت له لرئاسة الفيفا في 7 يونيو 1955 بعد أن تغلب على رودولف سيلدرايرس من بلجيكا الذي ترأس الفيفا لمدة 15 شهر بعد وفاة جول ريميه، وقد كان دريوري رئيسا للاتحاد الإنجليزي لكرة القدم بين عامي 1955 و1961.

## وصلات خارجية
- آرثر دريوري على موقع أوليمبيديا (الإنجليزية)